# Épigène (socratique)
Pour les articles homonymes, voir Épigène.
Épigène (en grec ancien : Ἐπιγένης) est un disciple de Socrate.
Nous connaisons peu de choses à son propos. Dans les Mémorables, Xénophon relate un dialogue dans lequel Socrate incite Épigène à faire de l'exercice physique tant qu'il est encore jeune.
Platon mentionne le père d'Épigène, Antiphon de Céphise, parmi ceux présents lors du procès de Socrate. Quant à Épigène, il est l'un de ceux qui assistèrent aux dernières heures du philosophe.
Un certain Épigène (el) mentionné par Clément d'Alexandrie, Athénée de Naucratis et Harpocration d'Argos, lié au pythagorisme et ayant écrit sur le poète Ion de Chios, pourrait être identifié au socratique, , mais cela est contesté.